# The Galaxy
The Galaxy, auch Galaxy Magazine genannt, war eine illustrierte amerikanische Monatszeitschrift, die von 1866 bis 1878 in New York City beim Verlag Sheldon & Co. publiziert wurde.
Sie wurde von den Journalisten William Conant Church und seinem Bruder Francis Pharcellus Church gegründet. Mark Twain schrieb in der Rubrik namens Memoranda ungefähr zehn Seiten pro Ausgabe in den zwölf aufeinanderfolgenden Monaten vom Mai 1870 bis zum April 1871, ausgenommen im März 1871. Er verfasste daneben drei Geschichten für das Magazin, zwei im Jahr 1868 und eine im August 1871.
Bei der Einstellung der Zeitschrift wurde die Abonnentenliste an Atlantic Monthly verkauft.